# Poltys vesicularis
Poltys vesicularis là một loài nhện trong họ Araneidae.
Loài này thuộc chi Poltys. Poltys vesicularis được Eugène Simon miêu tả năm 1889.